# Rhinomugil
Rhinomugil – rodzaj ryb mugilokształtnych z rodziny mugilowatych (Mugilidae).

## Klasyfikacja
Gatunki zaliczane do tego rodzaju:
- Rhinomugil corsula
- Rhinomugil nasutus